# Iekaterina Kniajnina
Iekaterina Kniajnina   (Sant Petersburg, 1746 - Sant Petersburg, 17 de juny de 1797), nom complet amb patronímic Iekaterina Aleksàndrovna Kniajnina, rus: Екатерина Александровна Княжнина, fou una poetessa russa.

## Biografia
Filla de l'escriptor Aleksandr Sumarókov, nasqué Iekaterina Aleksàndrovna Sumarókova, rus: Екатерина Александровна Сумарокова, i visqué a Sant Petersburg. Es va casar, el 1770 amb Iàkov Kniajnín (1740/1742 - 1791), un dels més grans dramaturgs del classicisme rus.
Fou una de les primeres dones russes a tenir poesia publicada a diaris russos. També fou l'amfitriona d'un important saló literari.
Fou la primera dona russa a escriure una elegia i és considerada sovint la primera dona escriptora russa,atès que ella, junt amb Ielizaveta Kheràskova i Aleksandra Rjévskaia foren les primeres dones a veure publicades les seves obres als diaris russos.
Ivan Krilov va escriure una paròdia sobre Kniajnina i el seu marit el 1787, Prokazniki, rus: Проказники ("Els conyons"), potser a causa d'una rancúnia personal. El resultat va ser una baralla amb la seva família i el desacord de la direcció del teatre.